# Laekvere
Laekvere (anciennement : Ladikfer ou Ladigfer) est un village de la commune de Laekvere dans le Virumaa occidental en Estonie. Sa population était de 506 habitants au 1er janvier 2007.

## Histoire
Le village faisait partie jusqu’à l’indépendance de l’Estonie en 1919 de la paroisse (Kirchspiel) de Sankt Simonis (aujourd’hui Simuna) et comprenait le domaine de Mohrenhof, aujourd’hui Moora, désormais entité séparée du village, mais appartenant toujours à la commune.